# Коледж Тугалу
32°24′10″ пн. ш. 90°09′39″ зх. д. / 32.4029° пн. ш. 90.1607° зх. д.
Tougaloo College — приватний історично темношкірий коледж у районі Тугалу міста Джексон, Міссісіпі, США. Він пов’язаний з Об’єднаною церквою Христа та християнською церквою (Учні Христа). Він був заснований у 1869 році християнськими місіонерами з Нью-Йорка для навчання звільнених рабів та їхніх нащадків. З 1871 по 1892 рік коледж служив школою підготовки вчителів, що фінансувалася штатом Міссісіпі. У 1998 році будівлі старого кампусу були додані до Національного реєстру історичних місць. Коледж Тугалу має багату історію громадської та соціальної активності, в тому числі Тугалуської дев'ятки.